# نعمان لحلو
نعمان لحلو (مواليد 1965 فاس) مطرب، ملحن ومؤلف وباحث موسيقي ومحاضر مغربي، يعتبر من أهم الموسيقيين المغاربة والعرب في جيله، دخل عالم الموسيقى والفن في سن الخامسة بغيتارة أهديت له، ثم التحق وهو في العاشرة بالمعهد الموسيقي بفاس.
و بعد بضع سنوات عداها مع مجموعة الموسيقى الأندلسية وتحصله على البكالوريوس، قرر السفر والاستقرار بالولايات المتحدة الأمريكية حيث عاش في أورلاندو بفلوريدا. ثم انتقل إلى ميامي حيث كان يغني ويعزف على آلة العود بالرواق المغربي بوولت ديزني، ومن ثم إلى لوس أنجلس حيث التقى بالموسيقار محمد عبد الوهاب الذي أعجب بصوته وموهبته فنصحه بالاستقرار في مصر.
و ذهب نعمان للاستقرار بمصر ومن هنا بدأت مسيرته الفنية، فسرعان ما اعتمد كمطرب وملحن في الإذاعة والتلفزيون وبدار الأوبرا. عاد نعمان الحلو إثر تجربته المصرية لاحتراف الموسيقى بوطنه، وكانت أول أعماله أغنية ’’جبال الأطلس’’ التي أداها مع الفنانة لطيفة رأفت، وعرفت هذه الأغنية نجاحا كبيرا.
تلت هذه الأغنية العديد من الأعمال والألحان، ك’’المدينة القديمة’’، ’’شفشاون يا النوارة’’، ’’اقلب رمادك’’، ’’الماء’’، ’’رحمة’’، ’’أطفال الشوارع’’، ’’قوارب الهجرة السرية’’ «الغزالة يا زاكورة» «وزان» «تافيلالت» والعديد من الأغاني العاطفية، دون احتساب الألحان التي أهداها للكثير من الفنانين المغاربة على غرار نعيمة سميح، ’’لطيفة رافت’’، كريمة الصقلي، حياة الإدريسي، فؤاد الزبادي، وآخر لحن له غناه الفنان الكبير وديع الصافي تحت عنوان ’’عهد المحبين’’. ولقيت أعماله استحسان جمهوره العريض. وظهر في برنامج رشيد شو
تم توشيحه سنة 2015 بمناسبة الذكرى ال52 لميلاد ملك المغرب محمد السادس في قصر مرشان بطنجة، بوسام المكافأة الوطنية من درجة ضابط خلال احتفالات عيد الشباب